# UFC Fight Night: Thomas vs. Florian
UFC Fight Night: Thomas vs. Florian también conocido como (UFC Fight Night 11) fue un evento de artes marciales mixtas celebrado por Ultimate Fighting Championship el 19 de septiembre de 2007 en el Palms Casino Resort, en Las Vegas, Nevada, Estados Unidos.

## Resultados
| Tarjeta principal  | Tarjeta principal | Tarjeta principal | Tarjeta principal     | Tarjeta principal                        | Tarjeta principal | Tarjeta principal | Tarjeta principal |
| Categoría          |                   |                   |                       | Método                                   | Ronda             | Tiempo            | Notas             |
| ------------------ | ----------------- | ----------------- | --------------------- | ---------------------------------------- | ----------------- | ----------------- | ----------------- |
| Peso ligero        | Kenny Florian     | derr.             | Din Thomas            | Sumisión (rear naked choke)              | 1                 | 4:30              |                   |
| Peso medio         | Chris Leben       | derr.             | Terry Martin          | KO (golpe)                               | 3                 | 3:56              |                   |
| Peso ligero        | Nate Diaz         | derr.             | Junior Assuncao       | Sumisión (guillotine choke)              | 1                 | 4:10              |                   |
| Peso medio         | Nate Quarry       | derr.             | Pete Sell             | KO (golpe)                               | 3                 | 0:42              |                   |
| Tarjeta preliminar |                   |                   |                       |                                          |                   |                   |                   |
| Peso wélter        | Dustin Hazelett   | derr.             | Jonathan Goulet       | Sumisión (armbar)                        | 1                 | 1:14              |                   |
| Peso wélter        | Thiago Alves      | derr.             | Kuniyoshi Hironaka    | TKO (golpe y rodillazo)                  | 2                 | 4:04              |                   |
| Peso ligero        | Cole Miller       | derr.             | Leonard Garcia        | Decisión (unánime) (29–28, 29–28, 30–27) | 3                 | 5:00              |                   |
| Peso wélter        | Luke Cummo        | derr.             | Edilberto de Oliveira | TKO (golpes)                             | 1                 | 1:45              |                   |
| Peso ligero        | Gray Maynard      | derr.             | Joe Veres             | KO (golpe)                               | 1                 | 0:09              |                   |

## Premios extra
Cada peleador recibió un bono de $40,000.
- Pelea de la Noche: Cole Miller vs. Leonard Garcia
- KO de la Noche: Chris Leben
- Sumisión de la Noche: Kenny Florian